# Alina Ibraguímova
Alina Ibraguímova   (Polevskoi, 28 de setembre de 1985) és una violinista resident al Regne Unit d'origen rus.

## Adolescència i educació
Ibraguímova va néixer a Polevskoy, Confederació russa, en el si d'una família baixkira. La seva família era musical i va començar a tocar el violí als 4 anys. Als 5 anys va començar a l'escola de música Gnessin de Moscou, estudiant amb Valentina Korolkova, i als 6 anys havia començat la seva carrera tocant amb diverses orquestres, inclosa l'Orquestra del Teatre Bolshoi. Tenia 10 anys el 1996 quan el seu pare, Rinat Ibraguímov, va ocupar el càrrec de contrabaix principal a la London Symphony Orchestra i la família es va traslladar a Anglaterra. L'any següent, Ibraguímova va començar els seus estudis a l'escola Yehudi Menuhin (on la seva mare és professora de violí) amb Natasha Boyarskaya.
El desembre de 1998, Ibraguímova va actuar amb Nicola Benedetti a la cerimònia d'obertura del 50è aniversari de la Declaració Universal dels Drets Humans a la UNESCO a París; van tocar el doble concert per a violí de Bach sota la batuta de Yehudi Menuhin. Menuhin va morir tres mesos després, i Ibraguímova va interpretar el lent moviment del mateix concert al seu funeral a l'abadia de Westminster.
Després d'acabar els seus estudis a l'Escola Yehudi Menuhin, Ibraguímova va passar a la "Guildhall School of Music and Drama" durant un any, i després al "Royal College of Music", estudiant amb Gordan Nikolitch. Ibraguímova també ha estudiat amb Christian Tetzlaff, més recentment sota els auspicis del programa Màsters de l'Acadèmia Kronberg.
Juntament amb altres estudiants del "Royal College", va formar el quartet d'instruments d'època Chiaroscuro, especialitzat en música del període clàssic.

## Carrera
Després de guanyar diversos concursos internacionals, el 2002 Ibraguímova va guanyar la London Symphony Orchestra Music Scholarship (anteriorment el premi Shell), que va suposar un important impuls per a la seva carrera en solitari. El següent avenç es va produir el 2005 quan Ibraguímova va tocar i dirigir el segon concert per a violí de Mozart amb la Kremerata Baltica a Mozartwoche al Salzburg Mozarteum.
Ibraguímova va ser membre del programa de ràdios de la nova generació de la BBC Radio 3 2005-7. Ha realitzat concerts amb la London Symphony Orchestra, Deutsche Kammerphilharmonie Bremen, Philharmonia Orchestra, City of Birmingham Symphony Orchestra, BBC Symphony Orchestra, Radio-Sinfonie-Orchester Frankfurt i Seattle Symphony, treballant amb directors com Sir Charles Mackerras, Valery Gergiev, Sir John Eliot Gardiner, Paavo Järvi, Richard Hickox i Osmo Vänskä.
Per a recitals i música de cambra, Ibraguímova ha aparegut en llocs com el Wigmore Hall de Londres, el Concertgebouw d'Amsterdam, la Mozarteum University de Salzburg, el Musikverein de Viena, el Carnegie Hall de Nova York, el Palais des Beaux-Arts de Brussel·les. Ha participat en festivals com Salzburg, Verbier, MDR Musiksommer, Lockenhaus, Manchester International i Aldeburgh. Amb la seva parella habitual de recital, Ibraguímova va interpretar les sonates de violí de Beethoven completes al Wigmore Hall de Londres el 2009/10 (els enregistraments dels quals es van publicar al segell Wigmore Hall Live). El 2015 va interpretar les sis sonates soles i partites de Bach al "Royal Albert Hall" en el marc dels concerts del passeig marítim.
El seu primer CD per a "Hyperion Records" va ser l'obra completa per a violí de Karl Amadeus Hartmann el 2007, que va ser seguida pels dos concerts per a violí de Nikolai Róslavets el 2008, un disc de les obres completes de violí i piano de Karol Szymanowski i les sonates J. S. Bach i Partitas per a violí en sol el 2009.

## Honors
Ibraguímova ha estat guardonada amb diversos premis, inclosos el Premi Artista Jove de la Royal Philharmonic Society 2010 i el Premi Emily Anderson (la guanyadora més jove de la història), "Borletti-Buitoni Trust" i un "BRIT clàssic". Actua amb un Anselmo Bellosio del 1775 proporcionat per Georg von Opel. Alina Ibraguímova ha estat guardonada amb el premi "RPS Instrumentalist 2019."
Va ser nomenada membre de l'Orde de l'Imperi Britànic (MBE) en els honors de l'any nou 2016 per serveis musicals.

## Vida personal
El 2015, Ibraguímova estava casada amb Tom Service, escriptor i crític de música clàssica, a qui va conèixer quan la va entrevistar per "The Guardian". Vivien a Greenwich, Londres. La parella es va divorciar el 2018.

## Discografia seleccionada
- Johannes Brahms: Sonates per a violí amb Cédric Tiberghien, piano (Hyperion Records,[1] CDA68200, 2018
- Louis Vierne i César Franck: Sonates per a violí amb Cedric Tiberghien, piano (Hyperion Records,[2] CDA68204, 2018)
- Wolfgang Amadeus Mozart: Sonates per a violí K302, 380 i 526 amb Cédric Tiberghien, piano (Hyperion Records,[3] CDA68175, 2016
- Wolfgang Amadeus Mozart: Sonates per a violí K305, 376 i 402 amb Cédric Tiberghien, piano (Hyperion Records,[4] CDA68092, 2016)
- Wolfgang Amadeus Mozart: Sonates per a violí K301, 304, 379 i 481 amb Cédric Tiberghien, piano (Hyperion Records,[5] CDA68091, 2016)
- Johann Sebastian Bach: Concerts per a violí amb Arcangelo i Jonathan Cohen (director) (Hyperion Records,[6] CDA68068, 2015)
- Johann Sebastian Bach: Sonates i partitas per a violí sol (Hyperion Records, CDA 67691/2, 2009)
- Eugène Ysaÿe: Sonates per a violí sol (Hyperion Records,[7] CDA67993, 2015)
- Felix Mendelssohn: Concert per a violí (Mendelssohn) en mi menor, Op 64, Concert per a violí en re menor amb l'Orquestra de l'Era de la Il·lustració, Vladimir Jurowski (Hyperion Records,[4] CDA67795, 2012)